# Langendorf (Elfershausen)
Langendorf  ist ein Gemeindeteil des Marktes Elfershausen im unterfränkischen Landkreis Bad Kissingen in Bayern. Es ist die Mutterpfarrei der umliegenden Dörfer.

## Geographische Lage
Das Pfarrdorf Langendorf liegt an der Fränkischen Saale, südwestlich von Elfershausen. Am Südrand von Langendorf verläuft die Bundesstraße 287, die in nordöstlicher Richtung nach Euerdorf und Bad Kissingen und in südwestlicher Richtung nach Hammelburg führt. Sie bildet kurz vor Langendorf die Anschlussstelle Hammelburg 97 zur Bundesautobahn 7, die östlich von Langendorf in Nord-Süd-Richtung verläuft.

## Geschichte

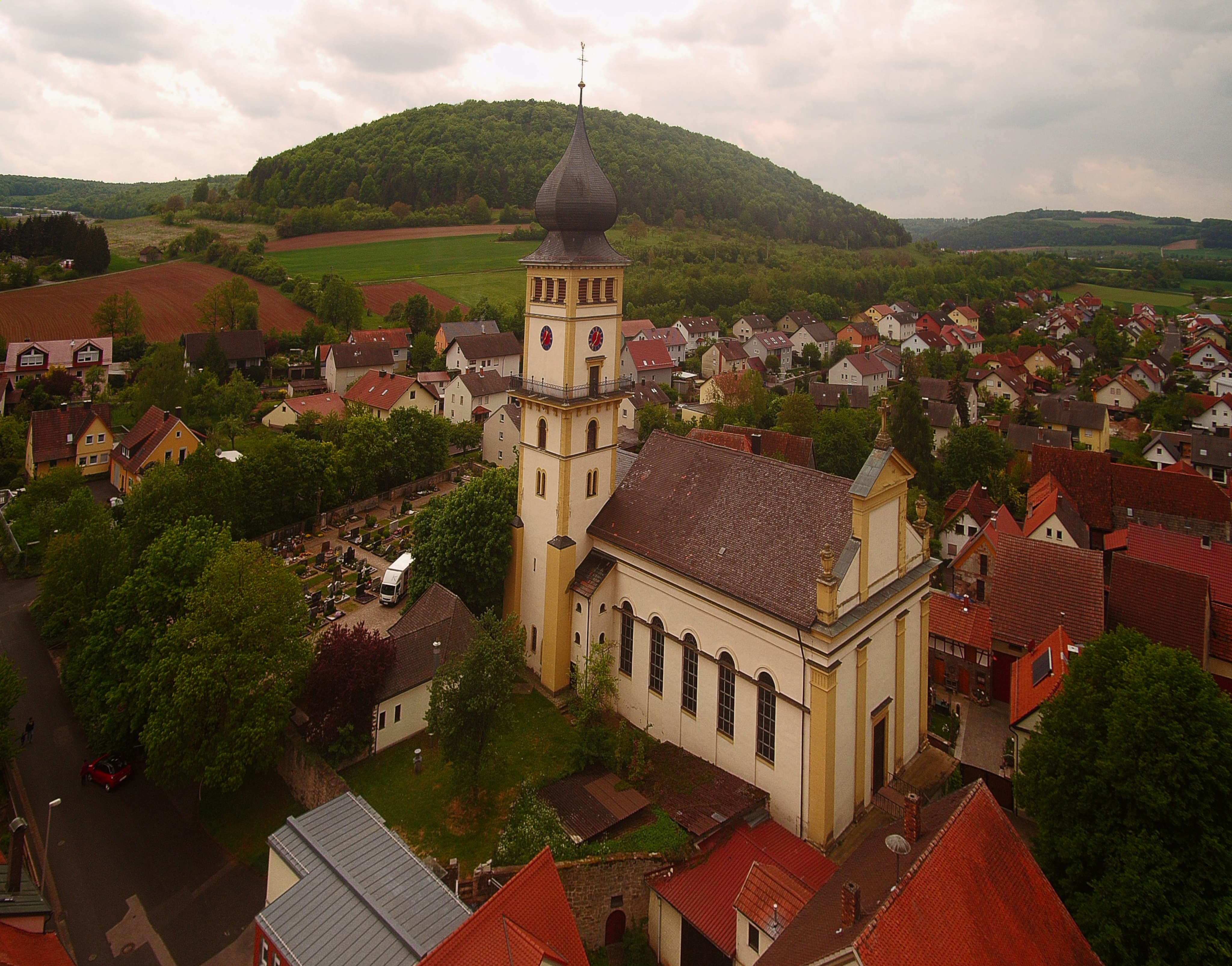
St.-Vitus-Kirche Langendorf

Langendorf wurde im Jahr 772 als „Wintgraben“ anlässlich einer Schenkung von Liegenschaften in Langendorf an das Kloster Fulda erstmals urkundlich erwähnt.
Im Jahr 1025 erhielt Langendorf die erste Kirche.   
Im Jahr 1635 brannten im Dreißigjährigen Krieg schwedische Truppen das ganze Dorf nieder. Auch die Kirche wurde zerstört.
Von 1825 bis 1830 wurde die St.-Vitus-Kirche in ihrer heutigen Form errichtet. Im Jahr 1901 folgte die Erhöhung des Kirchturms als Angleichung an den erheblich vergrößerten Kirchenbau.  
Im Jahr 1951 drohte einem großen Teil der Langendorfer Gemarkung die Eingliederung in den Truppenübungsplatz. Dies wurde durch Proteste verhindert. In den 1960er Jahren wurde die Autobahn A 7 gebaut.
Am 1. Mai 1978 wurde die bis dahin selbstständige Gemeinde Langendorf im Zuge der Gebietsreform in Bayern nach Elfershausen eingemeindet.

## Söhne und Töchter des Ortes
- Johannes Petri (* 1441; † 1511); Buchdrucker und Verleger
- Adam Petri (* 1454; † 1527); Buchdrucker, Verleger und Buchhändler
- Johannes Petreius (* um 1497; † 1550); Holzschnitzer und Drucker
- Jochen Partsch (* 29. April 1962); 2011 bis 2023 Oberbürgermeister der Stadt Darmstadt
- Theodor Wieseler  (* 18. Januar 1859;  † 11. Dezember 1924); Unternehmer